# یاهابا، ایواته
یاهابا، ایواته (به لاتین: Yahaba, Iwate) یک منطقهٔ مسکونی در ژاپن است که در استان ایواته واقع شده‌است. یاهابا ۶۷٫۳۲ کیلومترمربع مساحت و ۲۷٬۱۶۸ نفر جمعیت دارد.